# Josh Bugajski
Joshua Gregory Bugajski, noto come Josh Bugajski (Cheadle Heath, 5 ottobre 1990), è un canottiere britannico, vincitore del bronzo nell'otto a Tokyo 2020.

## Biografia
Agli europei di Lucerna 2019 ha vinto l'argento nell'otto.
Ai mondiali di Ottensheim 2019 ha conquistato il bronzo nell'otto.
Si è laureato campione continentale nell'otto agli europei di Varese 2021.
Ha rappresentato la Gran Bretagna alle Giochi olimpici estivi di  Tokyo 2020, differiti al 2021 a causa della pandemia di COVID-19, dove ha vinto il bronzo nell'otto, con Moe Sbihi, Jacob Dawson, Tom George, Charles Elwes, Oliver Wynne-Griffith, James Rudkin, Tom Ford e Henry Fieldman.

## Palmarès
- Giochi olimpici

Tokyo 2020: bronzo nell'8;
- Mondiali

Ottensheim 2019: bronzo nell'8;
- Europei

Lucerna 2019: argento nell'8;
Varese 2021: oro nell'8;